# Alessandro Adimari
Alessandro Adimari (* 1579 in Florenz; † 1649 ebenda) war ein italienischer Dichter.
Er entstammte der alten, aber mittlerweile verarmten florentinischen Patrizierfamilie der Adimari, verfasste Lobgedichte, etwa anlässlich der Beisetzung von Francesco de’ Medici (Florenz 1614), und übersetzte u. a. Pindar ziemlich frei in italienische Verse (Ode di Pindaro … tradotte in parafrasi e in rima toscana da Alessandro Adimari e dichiarate medesimo, con osservazione e confronti d’alcuni luoghi immitati ó tocchi da Orazio Flacco, Pisa 1631). Zur Erstellung dieses Werks, das er dem Kardinal Francesco Barberini widmete, benötigte er laut seiner eigenen Behauptung 16 Jahre. Den Text versah er mit Anmerkungen und, in weitgehender Nachahmung von Erasmus Schmidts 1616 veröffentlichter  lateinischer Version von Pindar, mit Synopsen, um die Anordnung und den Aufbau der Oden des griechischen Dichters zu erklären. Ferner  ließ er auch sechs Sammlungen von je 50 Sonetten, im Geschmack der damaligen Zeit, drucken, die er nach sechs der neun Musen benannte, nämlich La Tersicore (Florenz 1637), La Clio (Florenz 1639), La Melpomene (Florenz 1640), La Calliope (Florenz 1641), L’Urania (Florenz 1642) und La Polinnia (Florenz 1642).